# Province d'Annecy

Carte

La province d'Annecy (en italien : Provincia di Annecy) est une division administrative du royaume de Sardaigne instituée par le royaume de Sardaigne en 1859 par le décret Rattazzi. Son existence a été brève puisque dès 1860 le traité de Turin officialise le rattachement du duché de Savoie et du comté de Nice à la France.

## Organisation administrative
La province d'Annecy est découpée en 3 circondari, composés de mandements :
- Annecy (Genevois) : Annecy, Duingt, Rumilly, Saint-Julien, Seyssel, Thônes et Thôrens. Le chef-lieu se trouve à Annecy ;
- Chablais :  Abondance, Le Biot, Douvaine, Evian et Thonon. Le chef-lieu se trouve à Thonon ;
- Faucigny : Annemasse, Bonneville, Cluses, La Roche, Reignier, Saint-Gervais, Saint-Jeoire, Samoëns, Sallanches et Taninges. Le chef-lieu se trouve à Bonneville.

### Source
- (it) Cet article est partiellement ou en totalité issu de l’article de Wikipédia en italien intitulé « Provincia di Annecy » (voir la liste des auteurs).